# Strangeways, Here We Come
Strangeways, Here We Come é o quarto e último álbum de estúdio da banda britânica de rock The Smiths. Foi lançado em 28 de setembro de 1987 pela gravadora Rough Trade, alguns meses após o grupo ter se desfeito. Todas as músicas foram compostas por Johnny Marr, com letras escritas por Morrissey. A Rolling Stone disse que o disco "se destaca como um dos melhores e mais variados".
A Slant Magazine listou o álbum na 69ª posição em sua lista de "Melhores Álbuns da Década de 1980", escrevendo que "querendo ou não, Strangeways, Here We Come terminou a breve carreira dos Smiths, como seu melhor álbum tem sido objeto de considerável debate para quase um quarto de século, mas definitivamente se destaca como o trabalho mais exuberante e rico da banda."
O álbum alcançou o segundo lugar na parada de álbuns do Reino Unido, permanecendo por 17 semanas. O álbum também se tornou um sucesso internacional, chegando ao 16º lugar na parada de álbuns europeia; de vendas que cobrem os principais dezoito países europeus, permanecendo nela por nove semanas. O álbum foi certificado como ouro pela Indústria Fonográfica Britânica (BPI) no mesmo ano e também pela Associação Americana da Indústria de Gravação (RIAA) em 1990.

## Produção

### Gravação
A banda gravou o que seria seu último álbum no estúdio do Wool Hall em Somerset. Entre as sessões de gravação do álbum em março e seu lançamento em setembro, Johnny Marr deixou o grupo, encerrando a banda. Strangeways é o único álbum dos Smiths a apresentar Morrissey tocando um instrumento: piano, na música "Death of a Disco Dancer".
Marr sentiu que a banda estava pronta para entrar em uma nova fase musical e estava determinada a evitar uma fórmula e se afastar de seu som anterior (conhecido como "jingle jangle"). Ele começou a procurar diferentes influências, encontrando um interesse no álbum branco dos Beatles. Marr afirmou ainda que pretendia que Strangeways fosse uma homenagem aos primeiros trabalhos dos Walker Brothers. A instrumentação da banda também se ramificou, incluindo saxofones sintetizados, arranjos de cordas nos teclados e adições de bateria eletrônica.
A gravação no Wool Hall tornou as sessões mais descontraídas, pois "a adega estava totalmente abastecida" e o produtor Stephen Street foi lentamente entendendo a ideia que os parceiros de escrita Morrissey e Marr estavam tentando apresentar. Street disse mais tarde que, após os dias de gravação, sempre havia bebida tarde da noite. "Isso sempre era depois que Morrissey ia para a cama [...] não era realmente para ele. Continuávamos terminando os overdubs e depois os discos saíam." Ed Power escreveu no Independent que "todo mundo estava mais do que disposto a se juntar [a Marr] neste novo 'caso de amor'. As festas na Wool House se tornaram um evento noturno. Com Morrissey enfiado na cama com sua antologia favorita de Sylvia Plath, os músicos tocavam suas canções favoritas do Spinal Tap até altas horas".
Morrissey e Marr sentem que este álbum é o melhor da banda, com Morrissey afirmando que "Dizemos isso com bastante frequência. Ao mesmo tempo." O baterista Mike Joyce também nomeou o álbum como o melhor da banda.

### Capa
A capa do álbum, concebida por Morrissey, apresenta uma foto do ator Richard Davalos no filme East of Eden. Na foto, Davalos está olhando para seu colega de elenco, James Dean, que é cortado da imagem. Conforme revelado depois, Davalos não era a escolha original para aparecer na capa. Morrissey queria usar uma foto de Harvey Keitel em Who's That Knocking at My Door de Martin Scorsese, mas Keitel recusou-se a permitir que ele usasse a imagem.

### Título
O álbum leva o título da antiga prisão Strangeways de Manchester, enquanto "...Here we come" é tirada do romance Billy Liar. "Strangeways, claro, aquela monstruosidade hedionda vitoriana de uma prisão operando nazistas em uma cela", Morrissey exagerou.
Sobre o título, Marr disse: "Aprendi a amar o título [...] era um pouco exagerado. Um pouco óbvio. Mas tudo bem. Sempre fiquei intrigado com a palavra 'Strangeways'. Lembro-me de quando criança , quando ouvi pela primeira vez que a prisão realmente se chamava assim, me perguntei se  ninguém pensou em mudar o nome. Ainda é confuso, realmente". Morrissey também afirmou: "Realmente sou eu jogando os dois braços para o céu e gritando 'O que vem a seguir?'"

## Lançamento
O álbum alcançou o segundo lugar na parada de álbuns do Reino Unido e o 55º lugar na Billboard 200. Duas canções foram gravadas em maio de 1987 para servir como os lados B do primeiro single do álbum, "Girlfriend in a Coma". Estas foram as últimas gravações da banda juntos.

## Recepção
O álbum ficou em 3º lugar entre "Álbuns do Ano" de 1987 na pesquisa dos críticos da NME, e "Girlfriend in a Coma" ficou em 11º lugar entre as músicas. Em 2000, foi eleito em 601º dos All Time Top 1000 Albums de Colin Larkin.
Em uma revisão, Stephen Erlewine do AllMusic disse que era "um álbum sutilmente sombreado e habilidoso, com uma produção mais completa do que antes [...] oferece uma soma dos pontos fortes consideráveis do grupo."

## Faixas
Lado A
Todas as letras escritas por Morrissey, todas as músicas compostas por Johnny Marr.
| N.º | Título                                              | Duração |  |
| 1.  | "A Rush and a Push and the Land Is Ours"            | 3:00    |  |
| 2.  | "I Started Something I Couldn't Finish"             | 3:47    |  |
| 3.  | "Death of a Disco Dancer"                           | 5:26    |  |
| 4.  | "Girlfriend in a Coma"                              | 2:03    |  |
| 5.  | "Stop Me If You Think You've Heard This One Before" | 3:32    |  |

Lado B
| N.º | Título                                       | Duração |  |
| 1.  | "Last Night I Dreamt That Somebody Loved Me" | 5:03    |  |
| 2.  | "Unhappy Birthday"                           | 2:46    |  |
| 3.  | "Paint a Vulgar Picture"                     | 5:35    |  |
| 4.  | "Death at One's Elbow"                       | 2:01    |  |
| 5.  | "I Won't Share You"                          | 2:48    |  |

## Ficha técnica
The Smiths
- Morrissey – vocais, piano (em "Death of a Disco Dancer"), palmas (em "Paint a Vulgar Picture"),[17] produção
- Johnny Marr – guitarra, piano, teclados, gaita, marimba (em "A Rush and a Push and the Land Is Ours"), harmônio (em "Unhappy Birthday"),[18] auto-harpa (em "I Won't Share You"), cordas sintetizadas e arranjos de saxofone, vocais adicionais (em "Death at One's Elbow"), palmas (em "Paint a Vulgar Picture"), produção
- Andy Rourke – baixo, teclados,[19] palmas (em "Paint a Vulgar Picture")
- Mike Joyce – bateria, percussão, palmas (em "Paint a Vulgar Picture")

Produção
- Stephen Street - produção,  bateria eletrônica adicional (em "I Started Something I Couldn't Finish", "Paint a Vulgar Picture" e "Death at One's Elbow"), arranjo de cordas (em "Girlfriend in a Coma"), efeitos sonoros (em "Last Night I Dreamt That Somebody Loved Me" e "Death at One's Elbow")[20]
- Steve Williams – assistência de engenharia

## Paradas
| Paradas (1987)                    | Melhor posição |
| --------------------------------- | -------------- |
| European Top 100 Albums           | 16             |
| Austrália (Kent Music Report)     | 28             |
| Holanda (MegaCharts)              | 20             |
| Alemanha (GfK)                    | 33             |
| Nova Zelândia (Recorded Music NZ) | 14             |
| Suécia (Sverigetopplistan)        | 13             |
| Reino Unido (OCC)                 | 2              |
| Estados Unidos (Billboard 200)    | 55             |

## Certificações
| Região                | Certificação | Vendas  |
| --------------------- | ------------ | ------- |
| Reino Unido (BPI)     | Ouro         | 100,000 |
| Estados Unidos (RIAA) | Ouro         | 500,000 |